# Pandemia de COVID-19 en América del Sur
La pandemia de COVID-19 en América del Sur  es una epidemia regional que inició con la detección del primer caso de esta enfermedad el 26 de febrero de 2020 cuando Brasil confirmó un caso en São Paulo. Al 3 de abril, todos los países y territorios de América del Sur continental habían registrado al menos un caso.
El 13 de mayo de 2020, se informó que América Latina y el Caribe había notificado más de 400.000 casos de infección por COVID-19 con 23.091 muertes. El 22 de mayo de 2020, citando el rápido aumento de infecciones en Brasil, la Organización Mundial de la Salud declaró a América del Sur como el epicentro de la pandemia.
Al 16 de julio de 2021, América del Sur había registrado 34,359,631 casos confirmados y 1,047,229 muertes por COVID-19. Debido a la escasez de pruebas e instalaciones médicas, se cree que el brote es mucho mayor de lo que muestran las cifras oficiales.

## Estadísticas por país
| Países y territorios | Casos      | Muertes   | Recuperaciones | Población (en millones) | Ref           |
| -------------------- | ---------- | --------- | -------------- | ----------------------- | ------------- |
| Brasil               | 34,381,295 | 683,528   | 33,360,772     | 215.8                   | [ 2 ] [ 3 ]   |
| Argentina            | 9,658,391  | 129,646   | 9,460,821      | 46.0                    | [ 4 ]         |
| Colombia             | 6,299,595  | 141,519   | 6,122,457      | 52.0                    | [ 5 ]         |
| Chile                | 4,494,404  | 60,412    | 4,400,145      | 19.4                    | [ 6 ]         |
| Perú                 | 4.097.530  | 215.602   | 3,815,451      | 33.9                    | [ 7 ] [ 8 ]   |
| Bolivia              | 1,099,718  | 22.194    | 1.025.086      | 12.0                    | [ 1 ] [ 9 ]   |
| Ecuador              | 993,858    | 35.830    | 947.096        | 18.2                    | [ 10 ] [ 11 ] |
| Uruguay              | 977.305    | 7.438     | 968,169        | 3.4                     | [ 1 ] [ 12 ]  |
| Paraguay             | 715.162    | 19.478    | 693.283        | 7.3                     | [ 13 ]        |
| Venezuela            | 542.199    | 5.794     | 534.443        | 28.2                    | [ 1 ] [ 14 ]  |
| Guayana Francesa     | 93.586     | 408       | 11.254         | 0.3                     | [ 1 ]         |
| Surinam              | 81,022     | 1.383     | 49,608         | 0.5                     | [ 15 ]        |
| Guyana               | 70,966     | 1.278     | 69,409         | 0.7                     | [ 1 ]         |
| Islas Malvinas       | 1,886      | N/A       | N/A            | 0.003                   | [ 1 ] [ 16 ]  |
| Total                | 63.506.917 | 1.324.510 | 33.360.772     | 437.7                   | [ 1 ]         |

## Situación por país

### Argentina
Para enfrentar la pandemia de COVID-19 en Argentina, como la mayoría de los países del mundo, adoptaron en llevar a cabo una serie de medidas sanitarias, económicas y sociales. Debido a que Argentina es un país federal, las decisiones fueron consensuadas entre el Gobierno Nacional junto al Gobierno de la Provincia de Buenos Aires, el Gobierno de la Ciudad de Buenos Aires y el resto de los gobiernos provinciales.El enfoque de Argentina para enfrentar la pandemia se caracterizó por una cuarentena (aislamiento) temprana y estricta que abarcó todo el país durante 37 días, seguida de una flexibilización por regiones, que permitió levantar la cuarentena en la mayor parte del país, para establecer protocolos de distanciamiento, manteniéndola en las áreas de alto contagio. 
El primer caso confirmado de la pandemia de COVID-19 en Argentina se dio a conocer el 3 de marzo de 2020.El 7 de marzo, el Ministerio de Salud confirmó la primera muerte del país y de América Latina.
El 16 de marzo la Provincia de Tierra del Fuego, Antártida e Islas del Atlántico Sur fue la primera en decretar la cuarentena en su territorio. El 18 de marzo otras siete provincias decretaron la cuarentena. El Presidente de la Nación Alberto Fernández decretó la cuarentena en todo el territorio nacional a partir del 20 de marzo de 2020, manteniéndola en modo obligatorio hasta el 26 de abril. A partir de ese día cada provincia y la Ciudad de Buenos Aires, supervisadas por el Gobierno Nacional, quedaron facultadas para salir del aislamiento obligatorio, pero estableciendo diversos protocolos que garanticen el «distanciamiento» social. A lo largo de mayo, varias provincias (La Pampa, Formosa, Mendoza, Salta, San Juan) finalizaron la cuarentena para permitir reuniones familiares, sociales de hasta diez personas y hasta salidas recreativas en espacios públicos.
El 4 de junio el presidente Fernández anunció que 18 provincias habían finalizado la cuarentena sobre todo su territorio y estaban bajo un régimen de «distanciamiento» con protocolos sanitarios. Inicialmente, solo cuatro áreas urbanas mantuvieron el aislamiento: el Área Metropolitana de Buenos Aires (AMBA), el Departamento San Fernando de la Provincia del Chaco, el Departamento Rawson de la Provincia del Chubut y el Área Metropolitana Córdoba. Posteriormente, nuevos brotes obligaron a varias ciudades a volver al aislamiento.
El 29 de diciembre de 2020 comenzó la campaña de vacunación. Hasta el 22 de enero de 2024, 41.192.003 personas habían recibido una dosis, mientras que 38.102.120 personas recibieron dos dosis. Además, 34.384.977 personas recibieron una tercera dosis de refuerzo.

### Brasil
El primer caso de la pandemia de COVID-19 en Brasil se confirmó el 25 de febrero de 2020. El primer caso positivo fue en el estado de São Paulo, por parte de un brasileño que viajó a Italia con síntomas leves y que dio positivo a una primera prueba de laboratorio. Pocos días después se confirmó otro caso también en São Paulo.Brasil superó la cifra de 700 000 fallecidos asociados al COVID-19 en tres años.

#### Piauí
El primer caso de la pandemia de COVID-19 en Piauí, estado de Brasil, se registró el 19 de marzo de 2020. 

### Bolivia
Los primeros casos de la pandemia de COVID-19 en Bolivia fueron confirmados el 10 de marzo de 2020. Se trataba de dos mujeres de los departamentos de Oruro y Santa Cruz que habían regresado desde Italia. 
El 12 de marzo el gobierno de la presidenta Jeanine Áñez adoptó las primeras medidas, declarándose Estado de emergencia sanitaria por COVID-19, cuya duración estaba prevista hasta el 30 de abril de 2020, pero que fue extendida hasta el 10 de mayo de 2020, para posteriormente aplicar la “cuarentena dinámica”. El 1 de agosto de 2020 se decidió una nueva extensión de la cuarentena "condicionada y dinámica" hasta el 31 de agosto de 2020.
El sistema sanitario boliviano se vio prácticamente colapsado a partir de junio de 2020. Los centros de salud llegaron al límite de admisión de pacientes, cientos de personas murieron sin atención hospitalaria, y los cementerios quedaron saturados.

### Colombia
La pandemia de COVID-19 en Colombia inició el 6 de marzo de 2020 en Bogotá, con la llegada de una mujer infectada, de 19 años procedente de Milán, Italia. Hasta el 31 de agosto de 2023, se han reportado 6 378 000 casos confirmados, 142 961 fallecidos y 6 190 683 recuperados de COVID-19 en Colombia.

### Chile
El primer caso de la pandemia de COVID-19 en Chile se confirmó el 3 de marzo de 2020, cuando un médico de 33 años —de la comuna de San Javier (Región del Maule) y pasajero de un vuelo procedente de Singapur— fue internado en el Hospital Regional de Talca. A partir de este primer caso comprobado, el brote epidémico se expandió hasta alcanzar las dieciséis regiones del país. Para abril de 2020, Chile es el país que más test PCR realiza por millón de habitantes en América Latina.
El 18 de marzo de 2020 el presidente Sebastián Piñera decretó el «estado [de excepción constitucional] de catástrofe» en todo el territorio nacional por 90 días. Posteriormente, dicho estado ha sido prorrogado a 180, 270, 360, 469 y 559 días. El estado de excepción duró hasta el 30 de septiembre de 2021.
Por otra parte, generó polémica la declaración del ministro de Salud, Jaime Mañalich, quien afirmó la contabilización de los muertos por la pandemia como recuperados y la exclusión de los asintomáticos del recuento de los contagiados. Ambos datos fueron posteriormente corregidos o ampliados. Luego, un informe publicado por Ciper indicó que el Minsal reportaba a la OMS un mayor número de fallecidos que la informada en Chile; sin embargo, desde el ministerio explicaron que tal diferencia se debía a que el reporte había incluido a casos sospechosos y probables. Como consecuencia de lo anterior, el ministro Mañalich renunció a su cargo y fue reemplazado por Enrique Paris.
El 31 de agosto de 2023, el Ministerio de Salud informó el fin de la alerta sanitaria por Covid-19. A partir de septiembre, las cifras oficiales por la situación nacional de Covid-19 en Chile se entregan de forma semanal y no a diario. Según la actualización epidemiológica semanal de COVID-19 (semana epidemiológica 51 de 2023), hasta el 23 de diciembre de 2023, el país reporta un acumulado de 5.330.856 casos confirmados por COVID-19 (con un promedio de 294 casos diarios) y de 62.249 defunciones incluyendo confirmados, sospechosos y probables.

### Ecuador
La pandemia de COVID-19 en Ecuador fue el resultado del contagio masivo de COVID-19 en la población ecuatoriana, y que inició en Wuhan, China. El brote de neumonia atípica comenzó a finales de diciembre en China, se expandió rápidamente desde inicios de 2020 a todos los países del mundo y a mediados de febrero llegó a Latinoamérica.
En Ecuador, el primer caso registrado como confirmado fue importado desde Madrid, España: una mujer de 71 años de edad que arribó al país el 14 de febrero, posteriormente presentó síntomas relacionados con la enfermedad, pero no fue hasta el 29 de febrero que el Ministerio de Salud Pública de Ecuador anunció el primer caso confirmado de coronavirus, siendo el tercer país de la región en presentar infectados dentro de su territorio.
Durante los primeros días de marzo se confirmaron otros 10 casos más de COVID-19 en el país, y la observación de conexiones y allegados de los casos positivos realizada por el Ministerio de Salud Pública de Ecuador alcanzaba las 177 personas en las provincias de Guayas y Los Ríos. También se dio a conocer la cuarentena obligatoria de un navío en el puerto de Guayaquil, debido a que una de las personas que se encontraba en el buque ecuatoriano de guerra era familiar de la paciente cero y tuvo contacto con la misma. Alrededor de 50 personas estaban dentro de la embarcación que se mantuvo aislada.
El 13 de marzo se registró la primera muerte por COVID-19 en el país, quien fuera la primera infectada que llegó desde España. Al 14 de marzo quien fuera hermana de la paciente cero de Ecuador, fallece por la misma causa. Los casos reportados para el 26 de marzo eran 1382 confirmados en 21 provincias del país, el Ministerio de Salud comunicó de 34 decesos, procedentes en su mayoría de las provincias del Guayas, Pichincha y Los Ríos, en la información también se registró a 1778 casos sospechosos, junto con 1676 descartados, y se mantiene la cifra de pacientes recuperados en 3.
Catalina Andramuño, quien fuera Ministra de Salud Pública durante la primera etapa de brote de la pandemia en el país, afirmó que las cifras se seguirían duplicando diariamente, porque el país se encontraba en la fase de contagio comunitario. Además, el gobierno nacional decidió restringir la libre circulación de las personas para evitar la propagación del COVID-19.
A un mes del primer caso confirmado en el país, el 29 de marzo ya se registraban 1924 casos confirmados y 58 víctimas por el COVID-19, además existen infectados en 23 de las 24 provincias del Ecuador. La provincia del Guayas, la más afectada por el brote, contenía 1377 contagios en sus ciudades y poblados. El 1 de abril se contabilizaban 2758 contagios y 98 fallecidos según las cifras oficiales del gobierno ecuatoriano, convirtiéndolo en el país sudamericano con mayor cantidad de afectados per cápita. Al 10 de abril se contabilizaron 7161 casos de contagio en el país junto a 297 fallecidos; esta cifra en relación con la del día anterior de 4965 refleja una subida de 2466 casos en menos de 24 horas, que se explica por la implementación de las pruebas rápidas para la detección de los casos según la ministra de Gobierno María Paula Romo. El 10 de mayo del 2022, luego de una serie de reajustes de cálculos en el número  de casos confirmados, el Ministerio de Salud anunció el número de casos confirmados en 29 559, la cifra de fallecidos en 2127, a lo cual se debe sumar 1515 decesos bajo sospecha del nuevo virus.
El puerto principal del Ecuador, Guayaquil fue, entre abril y mayo de 2020, la que experimentó a ritmo creciente el contagio comunitario. Sin embargo, desde el 23 de julio de 2020, la capital del país, Quito D.M., sobrepasa con el número de casos confirmados a Guayaquil, y se convierte en el nuevo epicentro de la pandemia en la nación.

### Guyana
El primer caso de la pandemia de COVID-19 en Guyana fue reportado por el presidente del país David Granger el 11 de marzo de 2020. Según el gobierno, la paciente era una mujer de 52 años proveniente de los Estados Unidos.

### Paraguay
El primer caso confirmado de la pandemia de COVID-19 en Paraguay se dio a conocer el 7 de marzo de 2020 por el entonces Ministro de Salud Pública y Bienestar Social Julio Mazzoleni. El paciente era un hombre de 32 años, proveniente de Guayaquil, Ecuador, pero residente en el distrito de San Lorenzo, departamento Central. Tres días después, se confirma el segundo caso, un hombre de 61 años proveniente de Argentina; y ese mismo día se confirman tres casos más, todos estos contagiados del segundo caso (dos de ellos médicos). Por lo tanto, ese mismo día el Gobierno Nacional toma las primeras medidas al respecto.
El 20 de marzo de 2020 se confirma el primer fallecido y el primer caso de transmisión comunitaria en el país, por ende inicia una cuarentena total nacional estricta que duró hasta principios de mayo de 2020. Desde finales de marzo de 2020, el Gobierno Nacional empezó a enviar a los repatriados (paraguayos provenientes del extranjero) a albergues, que son aislamientos supervisados (como recintos militares, polideportivos, casonas, etc.) designados y costeados por el Estado. Los repatriados realizan una cuarentena obligatoria mínima de 14 días, que puede extenderse en el caso de que requiera. Así mismo, tienen la alternativa de realizar su cuarentena en ciertos hoteles o hospedajes (llamados Hotel Salud) en el caso de que pudiesen costearlo.
A principios de la cuarentena en el país, la tasa de positividad del COVID-19 era baja y estaba bajo control, ya que la mayoría de los casos confirmados provenían de los albergues, que eran en su mayoría casos importados (del extranjero). El país se mantuvo entre los que mejor han controlado el avance de la pandemia y sus consecuencias económicas, a comparación de los demás países de la región.
Sin embargo, desde mediados del año 2020, los casos comunitarios superaron a los importados y se produjo el aumento de la curva de contagios. Esto fue debido a la flexibilización de medidas que empezó a principios de mayo de 2020 con la llamada "Cuarentena Inteligente", por lo que varias zonas y sectores económicos debieron mantener ciertas restricciones con el fin de evitar la saturación sanitaria. La primera área más afectada fue el departamento de Alto Paraná, durante el invierno de 2020; para luego pasar a ser el departamento Central y la ciudad de Asunción desde la primavera de 2020. 
Actualmente el virus del SARS-CoV-2 que causa la enfermedad de la COVID-19, circula por prácticamente todo el territorio nacional. El uso de tapaboca (mascarilla o barbijo) se volvió obligatorio en la República del Paraguay, bajo pena de multa. El 18 de febrero de 2021, llegan las primeras dosis de Vacunas antiCOVID-19 en el Paraguay, compuestas por 4 000 dosis de la Vacuna Sputnik V, en principio, destinados a personal de blanco. La vacunación inició el 22 de febrero de 2021, en los principales centros de salud del país.

### Perú
El primer caso de la pandemia de COVID-19 en el Perú fue anunciado el 6 de marzo de 2020, y la transmisión comunitaria fue confirmada el 15 de marzo, mientras que el primer fallecimiento fue reportado dos días después. El brote se extendió a todo el país, con Ucayali siendo el último departamento en reportar su primer caso el 12 de abril. En julio de 2020, se confirmó que indígenas sharanahuas en la provincia de Purús habían sido contagiados, convirtiéndose en la última provincia del país en declarar tener presencia infectados. Desde finales de abril de 2020, los contagios aumentaron y el Perú se convirtió en el segundo país con más casos en América Latina y el quinto en el mundo. El 26 de agosto de 2020, el Perú alcanzó el mayor índice de mortalidad per cápita y el noveno país con mayor cantidad de muertes totales. Con más de 200 000 muertos, el evento fue el más mortífero de la historia del Perú, cobrándose más vidas que la época del terrorismo.

### Uruguay
La pandemia de COVID-19 en Uruguay es parte de la pandemia de COVID-19 provocada por el coronavirus SARS-CoV-2. Los primeros casos fueron confirmados el 13 de marzo de 2020 a través del Ministerio de Salud Pública. Se trató de personas que ingresaron al país entre el 3 y 7 de marzo de 2020, dos procedentes de Milán, una de Barcelona y otra de Madrid. Como se esperaba, los síntomas aparecieron en la mayoría de estos pacientes con un período de incubación promedio de seis días después de la exposición al virus. Los primeros pacientes de Uruguay presentaron síntomas leves del COVID-19, enfermedad detectada en Wuhan en 2019.
El mismo día de la confirmación de los casos, el presidente Luis Lacalle Pou decretó el "Estado de Emergencia Nacional Sanitaria". En días previos se habían analizado y descartado más de 60 casos sospechosos, en terminales aéreas y portuarias de Uruguay. Se puede interpretar que el retraso en el ingreso de casos con el COVID-19 está relacionado, entre otras cosas, a la escasa conectividad aérea directa con los países con mayor circulación viral en ese momento: China, Italia septentrional, Irán, Alemania, y Corea del Sur.
El 1 de marzo de 2021, se inició la campaña de vacunación, con las vacunas CoronaVac del laboratorio Sinovac y Tozinamerán de Pfizer y BioNTech. Más tarde comenzó a ser suministradas también la vacunas AZD1222 de la Oxford y AstraZeneca. A meses de comenzar la campaña, Uruguay se convirtió en uno de los países con mayor porcentaje de vacunados en el mundo.
Durante el 2020, el país no experimentó grandes olas de contagio, sin embargo, a partir de marzo de 2021 se produjo un aumento exponencial en las cifras nuevos casos positivos, activos y los fallecidos, coincidiendo, sin embargo, con la campaña de vacunación. Esta situación se prolongó durante los meses de abril y mayo, y comenzó a ceder a finales de junio. A inicios de abril de 2022, debido a que el país se encontraba en un "momento epidemiológico favorable", el gobierno levantó el "Estado de Emergencia Sanitaria".

### Venezuela
La pandemia de COVID-19 en Venezuela se refiere al brote epidémico de COVID-19 en Wuhan extendido al nivel de pandemia que afectó a Venezuela a partir del 13 de marzo de 2020 con los primeros casos confirmados. La pandemia de COVID-19 trajo diferentes consecuencias en Venezuela, que afectaron al sector salud, económico, político y social del país, entre ellas se encuentra la cuarentena impuesta por el gobierno a partir del 16 de marzo de 2020 y alargada por varios meses, y a partir del 1 de junio de 2020 bajo complejos esquemas de flexibilización y restricciones en función del alza en la cifra de infectados. La respuesta del gobierno venezolano ante la pandemia ha sido catalogada por sus opositores como «un plan para obtener más poder y control social».
Durante el año 2020 se produjo la cooperación técnica en salud de la Organización Panamericana de la Salud (OPS) y la Organización Mundial de la Salud (OMS), cuyos avances se exponen en su informe anual, respecto a dicha cooperación, su representante Paolo Balladelli refirió que "en  el  marco  de  una  importante  polarización política  en  el  país,  la  OPS/OMS propició la  firma de un acuerdo el 1 de junio de 2020, entre el Ministerio del Poder Popular para la Salud (MPPS) y los asesores en salud de la Asamblea Nacional. Este  acuerdo  permitió  anudar  el  diálogo  político entre las partes con el propósito de implementar una respuesta de salud a la pandemia de COVID-19,  enfocada  en  proveer  medios  de  bioseguridad para  el  personal  de  salud,  materiales  médicos, quirúrgicos y medicamentos en los hospitales y en mejorar el acceso de la población a las pruebas de diagnóstico de COVID-19."
La administración del presidente Nicolás Maduro anunció que hasta el 24 de junio de 2021, se había confirmado 265 642 casos y 3023 fallecidos. El lugar más afectado por la epidemia es Distrito Capital, con 42 483 casos positivos para el 24 de junio de 2021. Hasta la fecha todas las entidades federales presentan casos positivos. Según data gubernamental para el 30 de marzo de 2021 se han reportado 3 179 034 pruebas rápidas y PCR de COVID-19 en total, lo que representa 105 968 pruebas por millón de habitantes.[cita requerida] Las medidas tomadas por Nicolás Maduro, fueron denominadas como un «ensayo de mayor control social, falsa estabilidad política en una economía profundamente deprimida».  Además, HRW y la Universidad Johns Hopkins dijeron «que las cifras, (…) son sumamente absurdas y no creíbles». La Alta Comisionada de las Naciones Unidas para los Derechos Humanos, Michelle Bachelet, ha criticado la «falta de transparencia» en la cifras proporcionadas.
Entre lo alusivo a los contagios, se detectó un caso que tenía síntomas desde el 29 de febrero. El 26 de marzo se dio a conocer el primer deceso por el COVID-19. A mitad de mayo de 2020, se evidencia un gran aumento de las cifras diarias de casos en Venezuela. Esta situación fue advertida en su momento por la Academia de Ciencias Físicas, Matemáticas y Naturales de Venezuela que publicó un artículo científico sobre los posibles escenarios del trayecto del COVID-19 para ese mes en el país, semanas después se radicalizó la cuarentena en 9 estados de Venezuela y el Distrito Capital, debido al elevado número de casos y focos de contagio en dichas entidades federales. En octubre de 2020, lotes de vacunas contra el coronavirus llegan de Rusia y China para ser experimentadas en Venezuela. Médicos Unidos de Venezuela alertó de que desconocía el protocolo para su aplicación.

## Prevención en territorios insulares de América del Sur

### Islas Georgia del Sur y las Islas Sandwich del Sur
El territorio británico de ultramar de las Islas Georgias del Sur y Sandwich del Sur es un área deshabitada, salvo por pequeñas comunidades de científicos; el territorio también es visitado ocasionalmente por pequeños grupos de turistas. El 17 de marzo, las instalaciones turísticas de Grytviken se cerraron como medida de precaución y se adoptaron otras medidas para proteger a los trabajadores de las islas. Georgia del Sur está abierta para visitantes con un permiso y aún está libre de virus al 22 de abril.